# سرجو سلی
سرجو سُلی (ایتالیایی: Sergio Solli؛ ‏ ۱۹ نوامبر ۱۹۴۴ – ۳ فوریهٔ ۲۰۲۳) بازیگر و کارگردان نمایش اهل ایتالیا بود.
از فیلم‌ها یا برنامه‌های تلویزیونی که وی در آن نقش داشته است، می‌توان به ای پادشاه، بار دوم فراموش نمی‌شود، تقدیم به رم با عشق، و اینک سکس، ایل پوستینو: پستچی و نه ممنون، قهوه مرا عصبی می‌کند اشاره کرد.